# Карлос Касељ
Карлос Касељ (шп. Carlos Humberto Caszely Garrido); (Сантијаго, Чиле 5. јул 1950 — ) је био чилеански фудбалер и репрезентативац Чилеа. Сматрао се једним од истакнутијих играча Чилеа, између 1969. и 1985. године, Касељ је играо 48 утакмица и постигао 29 голова за репрезентацију Чилеа, укључујући и учешће на Светским првенствима 1974. и 1982. године.

## Клупска каријера
Касељи је у својој каријери играо за неколико фудбалских тимова, укључујући Коло Коло (1968–1973), Леванте (1973–1974), Еспањол (1974–1978), коначно се вратио до Коло Коло (1978–1985). Каријеру је завршио у Барселони 1986. године.

## Репрезентативна каријера
Током уводне утакмице Светског првенства у фудбалу 1974. против Западне Немачке, Касељи је добио црвени картон од стране судије, Доган Бабакана, поставши први играч који је искључен на овај начин. Црвени и жути картони већ су уведени на претходном првенству 1970. године. На следећем Светском првенству 1982. промашио је пенал на утакмици против репрезентације Аустрије. У јуну 1976. Касељ је играо за репрезентацију Каталоније у пријатељској утакмици против Совјетског Савеза, и асистирао Јохану Нескенсу приликом постизања поготка.

## Политичко гледиште
Многи Чилеанци су га поштовали као присталицу левице под Пиночеовом диктатуром и као једног од ретких водећих чилеанских фудбалера који су се изјаснили да се противе режиму.

### Учешће на Светском првенству
| Светско првенство | Домаћин | Резултат |
| ----------------- | ------- | -------- |
| Немачка 1974.     | Немачка | 1º коло  |
| Шпанија 1982.     | Шпанија | 1º коло  |

## Достигнућа

### Клуб
Коло Коло
- Прва лига Чилеа у фудбалу (5): 1970, 1972, 1979, 1981, 1983
- Куп Чилеа (3): 1981, 1982, 1985

### Индивидуално
- Најбољи стрелац првенства Чилеа: 1979, 1980, 1981
- 1973 Копа Либертадорес: Најбољи стрелац
- Најбољи играч на Копа Америка 1979.[4]
- Признање КОНМЕБОЛ−а 2009. за допринос развоју Јужноамеричког фудбала.[5][6][7]